# Sestina (musica)
La sestina, nel sistema metrico occidentale, è un gruppo sovrabbondante o irregolare per eccesso che, nella maggior parte dei casi in uso, è costituito da sei figure musicali di ugual durata che occupano uno spazio sul pentagramma minore rispetto al loro valore nominale (ad esempio in una misura da 2/4 dove in un'unità di tempo ci possono essere 4 semicrome se inserite all'interno della sestina le semicrome presenti saranno 6).
La sestina all'interno di un tempo semplice (ad esempio un 24, 34 o 44 ecc.) avrà l'effetto di cambiare il movimento di ritmo ternario in ritmo binario.
Le sestine possono essere eseguite in due modi diversi, sia come derivate da una terzina, ponendo tre accenti, uno sulla prima nota (forte), uno sulla terza (debole) e il terzo sulla quinta (debole), oppure (circostanza più rara) come derivate da una duina ponendo due accenti, uno sulla prima nota (forte) e un secondo sulla quarta nota (debole) facendo in questo caso risultare la sestina come doppia terzina.